# Serguei Lukiànenko
Serguei Vassílievitx Lukiànenko (rus: Серге́й Васи́льевич Лукья́ненко AFI [sʲɪrˈɡʲej vɐˈsʲilʲjəvʲɪtɕ luˈkjænʲɪnkə], nascut l'11 d'abril de 1968) és un escriptor de ciència-ficció i fantasia en rus, i possiblement el més popular dels escriptors russos contemporanis de ciència-ficció. Les seves obres sovint mostren una intensa acció, entrellaçada amb el dilema moral de conservar la humanitat i sobreviure al mateix temps.
Serguei Lukiànenko és un autor prolífic, i normalment sol publicar 1 o 2 llibres a l'any, així com articles crítics i relats curts. Recentment les seves obres han estat adaptades al cinema, i va escriure els guions de les seves adaptacions cinematogràfiques. Fins al 2009 va redactar un bloc personal a LiveJournal, on va publicar les seves impressions personals sobre les seves obres i va proporcionar fragments dels seus escrits.

## Transliteració del nom
El nom i cognom de l'escriptor, segons les normes de romanització del rus al català, s'han de transcriure com a Serguei Lukiànenko. Ara bé, en la versió anglesa del seu web oficial, apareix romanitzat com a Sergey Lukianenkoi com a Sergei Lukyanenko per part del seu editor en les obres traduïdes a l'anglès, per bé que a l'adreça web apareix com a Lukianenko. També es pot trobar transcrit amb grafies alternatives, com ara Sergey Lukyanenko. En castellà, idioma al qual s'han traduït algunes de les seves obres més conegudes, sol aparèixer com a Serguéi Lukyanenko, Serguéi Lukiánenko o també Sergei Lukyanenko.

## Biografia
Serguei Lukiànenko va néixer a Karatau, llavors República Socialista Soviètica del Kazakhstan, Unió Soviètica. El seu pare era russo-ucraïnès i la seva mare tàtara. Després d'acabar la seva educació primària es va traslladar a Almati, on va estudiar a l'Institut Mèdic d'Almati en 1986 com a psicoterapeuta. Després de la seva graduació en 1992 va començar a treballar en un dels hospitals d'Almati, on s'especialitzaria en psiquiatria infantil, però aviat va abandonar la pràctica laboral, ja que els baixos sous dels metges soviètics s'esfondraren completament amb la caiguda de la Unió Soviètica, de manera que amb el seu sou metge es veia incapaç de mantenir una família. Havia començat a escriure quan era estudiant i va reprendre la seva tasca literària per guanyar diners. Durant aquesta època s'havia convertit en un membre actiu dels aficionats russos a la literatura i la ciència-ficció, i assistia a convencions i seminaris per tota la Unió Soviètica.
El 1993 fou nomenat editor d'una revista local de ciència-ficció, en què va treballar i va col·laborar fins al 1996. Va ser un dels períodes més durs de la vida de Serguei, atès que la seva família s'hagué d'esforçar per tirar endavant econòmicament. L'autor sovint atribueix el to pessimista de les seves obres al període en què es trobava en dificultats financeres i personals. No obstant això, des de mitjans de la dècada del 1990, la seva situació va millorar dràsticament i aviat va començar a augmentar la seva popularitat com a escriptor. Donat que havia de viatjar freqüentment a Rússia, finalment, el 1996 va decidir traslladar-se a Moscou, on viu actualment (2008).

### Vida familiar
Serguei Lukiànenko va conèixer la seva futura esposa, Sònia a principis de 1990, mentre encara es trobava a la universitat. Es va casar amb ella aquest mateix any. Ella va estudiar psicologia i es va graduar a la universitat estatal kazakh. Ara té un títol de graduat en psicologia infantil i va fer classes de psicologia a la Universitat Estatal Russa d'Humanitats fins al 2003. El seu primer fill, Artemi Lukiànenko, va néixer el febrer del 2004., El seu segon fill, Danïil va néixer el 23 de novembre del 2007.) La seva tercera filla, Nadejda, va néixer el 29 de novembre del 2012.
El matrimoni Lukiànenko ha criat ratolins com a mascotes: el primer es deia Stremítelni (Ràpid) i la següent parella van ser Mulder i Scully (un homenatge a la sèrie Expedient X). Les ventrades han estat successivament regalades a amics i aficionats. Aquesta afició pels ratolins dels Lukiànenko s'ha convertit en un tòpic bromista entre els aficionats russos. Serguei també col·lecciona joguines i figures amb forma de ratolí, moltes de les quals ha rebut com a regals. També té un gos de la raça Terrier de Yorkshire anomenat Bússia.A la primavera del 2006 va deixar de fumar.

## Lukiànenko com a escriptor

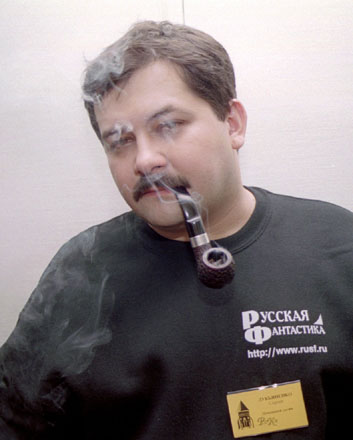

### Carrera d'escriptor

#### Primers anys
Serguei Lukiànenko va començar a escriure a mitjans de la dècada del 1980 i la seva primera publicació va ser Transgressió (rus: Нарушение, Naruixénie) en 1988. La ciència-ficció era una aposta arriscada en la Unió Soviètica, un gènere sotmès al caprici de la censura, i era sovint considerada com una eina política i no com un gènere literari, tot i que, a vegades, l'Estat permetia la celebració de seminaris literaris. No obstant això, a mesura que la censura literària del règim comunista desapareixia, Lukiànenko va començar a publicar diverses novel·les i relats curts.
Les seves primeres obres d'aquest període mostren una clara influència del famós autor infantil i professor rus Vladislav Krapivin, que Lukiànenko reconeix i admira. Aquestes obres com la novel·la El vuitè color de l'arc de Sant Martí (rus: Восьмой цвет радуги, Vosmoi tsvet ràdugui) on tracta els temes de l'arribada a la maduresa, la lleialtat i l'amistat, amb protagonistes adolescents. No obstant això, aviat es desvia de la perspectiva idealista de Krapivin, en 1994, amb la novel·la Cavallers de quaranta illes (rus: Рыцари Сорока Островов, Rítsari Sorokà Ostrovov), i s'estableix com un autor de la tradició de William Golding.

#### Popularitat
No obstant això, la dissolució de la Unió Soviètica (1985-1991) i la transició cap a l'economia de mercat va constituir un terrible cop per a la comunitat literària comunista, ja que els autors russos van haver d'afrontar la realitat del nou sistema de publicació capitalista. Tot i que hi va haver esperances que es produís un auge de creativitat davant la fi de la censura i restriccions soviètiques, moltes editorials i editors van decidir recórrer a la traducció d'obres estrangeres (molt més lucratives) i ignorar els autors soviètics, fet que provocà una actitud de baixa confiança envers la literatura nacional, i en els primers anys de la dècada del 1990 resultava molt difícil trobar un editor rus que invertís en un autor local.
No obstant això, Lukiànenko se'n va sortir millor que d'altres autors perquè ja s'havia donat a conèixer en cercles internacionals de ciència-ficció, que distribuïen còpies electròniques de les seves obres per Internet, fet que va contribuir a crear una demanda d'obres impreses. També va contribuir el seu estil personal que combinava trames complexes però atractives amb acció concentrada. A mitjans de la dècada del 1990 ja era un autor conegut de la ciència-ficció russa.
Durant aquest període entre els seus llibres es trobaven l'esmentat Cavallers de quaranta illes, Somni nuclear (rus: Атомный сон, Àtomni son) un llibre de relats curts publicat el 1992, i dues trilogies de space opera: la inusual Línia de deliri (rus: Линия грёз, Línia grioz), lleugerament basada en la sèrie de videojocs Master of Orion, i Senyor del planeta Terra (rus: Лорд с планеты Земля, Lord s planeti Zemlià, amb una ambientació fosca que recorda els seus primers relats curts. El seu llibre més destacat i fosc,  Visites de tardor (rus: Осенние визиты, Ossénnie viziti) també va ser escrit durant aquest període, quan l'autor estava lluitant contra la depressió derivada dels seus problemes personals.
Laberint de reflexions (rus: Лабиринт отражений, Labirint otrajeni) s'ha convertit en un clàssic de la ciència-ficció russa. Relata una història romàntica i està basat en els tòpics i ambientació ciberpunk.

#### Èxit
A mesura que creixia la seva popularitat, un fet que l'obligava a viatjar freqüentment a Rússia, Serguei va decidir traslladar-se des del Kazakhstan a Moscou, la qual cosa marcaria el final de la primera etapa literària. En la seva nova llar va començar a dur a terme experiments literaris com ara la ucronia de temàtica religiosa Cercadors del cel (rus: Искатели неба, Iskàteli neba). També va continuar amb diverses sèries iniciades en el període anterior i va començar unes altres (sovint en el seu gènere favorit, la space opera), com la sèrie Genoma (rus: Геном, Guenom), la dilogia Invàlids (rus: Калеки, Kaleki) i Les estrelles són joguines fredes (rus: Звёзды – холодные игрушки Zviozdi – kholódnie igruixki)

#### La sèrie “Guardians”
Finalment va trencar amb la seva carrera literària anterior amb la novel·la Guardians de la nit (rus: Ночной дозор, Notxnoi Dozor), un llibre que va significar una tornada al gènere fantàstic, que ja havia tocat prèviament, però en el qual no s'havia aventurat de forma seriosa. En aquesta novel·la desenvolupa una fantasia urbana amb una ambientació fosca i pintoresca i amb vívids personatges. El llibre es va convertir en un èxit de vendes, un fet que va coincidir amb millores en l'economia russa que van permetre a les editorials redirigir novament la seva atenció cap als autors locals. Posteriorment Guardians de la nit continuaria el seu èxit en els quatre volums següents: Guardians del dia (rus: Дневной Дозор, Dnevnoi Dozor), Guardians del crepuscle (rus: Сумеречный Дозор, Súmeretxni Dozor), Els últims guardians (rus: Последний Дозор, Posledni Dozor) i Els nous guardians (rus: Новый Дозор, Novi Dozor)
L'any 2004 es va estrenar la pel·lícula Guardians de la nit, basada en la novel·la del mateix títol, que es va convertir en un èxit cinematogràfic a Rússia (16 milions de dòlars de recaptació) i va obtenir també bons resultats a d'altres països. L'any 2006 es va estrenar la seva continuació Guardians del dia.
La immensa popularitat de la pel·lícula va transformar a Lukiànenko d'un autor "molt conegut en cercles reduïts" de la ciència-ficció en una celebritat literària, i el convertí també en l'"estendard oficial" de la ciència-ficció russa. Des de llavors ha aparegut en diversos programes de televisió i en altres mitjans de comunicació. També va publicar els dos llibres següents de la sèrie dels "Guardians". A més de les seqüeles va publicar un relat curt, El noi guardià  (rus: Мелкий Дозор, Melki Dozor), que mostra un agent adolescent de la Guàrdia del Dia que també és fill d'un agent del servei rus de contraespionatge que vigila els Altres.
Des de l'èxit de Guardians de la nit s'ha realitzat l'adaptació cinematogràfica d'altres dels seus llibres, com la pel·lícula infantil de l'any 2005 Aziris Nuna (rus: Азирис Нуна) basada en la novel·la humorística Avui, mama! (rus: Сегодня, мама!, Segódnia, mama!) coescrita amb Iuli Burkin; no obstant això, encara hi ha d'altres projectes cinematogràfics en producció. En molts d'aquests projectes Lukiànenko ha treballat com a guionista i consultor.
A part de la sèrie de "Guardians", durant aquest període ha publicat altres llibres com la novel·la filosòfica Spectrum, que tracta de l'existencialisme i la omnipotència, entre d'altres. També ha publicat unes sèries estretament connectades, les novel·les Esborrany (rus: Черновик, Txernovik) i Versió final (rus: Чистовик, Txistovik).

### Publicacions a l'estranger
Fins fa relativament pocs anys, poques de les obres de Lukiànenko havien estat publicades fora de Rússia, principalment en els estats bàltics, Bulgària i Polònia, països que tradicionalment han mantingut estrets vincles amb la literatura russa. Només una mínima part va arribar a publicar-se en anglès, a causa que els editors occidentals es mostraven recelosos davant l'estat de les lleis de drets d'autor a Rússia. No obstant això, l'èxit de les pel·lícules de la sèrie "Guardians" van canviar aquesta situació. L'any 2006 es va publicar la primera traducció anglesa de "Guardians de la nit" i en 2007 la traducció al castellà. Altres traduccions europees i asiàtiques han aparegut en els dos últims anys, en la seva major part a causa del èxit de les pel·lícules. També s'està considerant la traducció d'altres obres. Les crítiques generals solen ser positives.

### Anàlisi literària
Serguei Lukiànenko ha esmentat que la seva obra té una forta influència de Robert A. Heinlein, els germans Strugatski, de qui es considera un seguidor literari,i Vladislav Krapivin, Encara que les seves històries sovint es desenvolupen en ambients durs i pessimistes, Lukiànenko és un escriptor humanista. Al maig de l'any 2000 Borís Strugatski es va referir a les seves obres com "la bondat amb punys, els intents torturats dels herois per seguir sent bons mentre segueixen sent forts", "Aquest és el tema subjacent en Lukiànenko: com conservar la teva bondat en el món del mal quan ets fort i estàs ben armat.

## Opinions socials y polítiques
Serguei Lukiànenko es un defensor de los derechos de autor, un tema en el que insiste de forma recurrente en su blog.
Al novembre de 2010 va dur a terme un experiment literari on demanava als seus lectors que donessin un ruble rus a canvi d'un fragment de la seva obra que publicaria gratuïtament. Només el 5% dels visitants del seu blog van respondre, fet que va despertar forts dubtes sobre la viabiliidad d'aquest sistema de venda a Rússia.
A la seva pàgina web i al seu blog, Lukiànenko s'ha manifestat en diverses ocasions contrari a l'adopció d'orfes russos per part d'estrangers, especialment estatunidencs.Ha donat suport a la llei Dima Iàkovlev, que prohibeix l'adopció de nens russos pels ciutadans dels Estats Units. Aquesta llei va ser aprovada com a resposta a la Llei Magnitski.
Serguei Lukiànenko també s'ha mostrat molt crític amb el nacionalisme ucraïnès i el moviment EuroMaidan, afirmant que provocaria una "ucraïnització forçosa" de la població, que considera un "crim tan greu com un canvi de sexe forçat". Ha amenaçat els autors que donen suport a l'EuroMaidan amb esforçar-se per impedir que els seus llibres siguin publicats a Rússia. També ha prohibit la traducció dels seus llibres a l'ucraïnès.
El 2014 va aplaudir la intervenció militar russa a Crimea i la seva annexió a Rússia.

## Obres destacades

### Relats curts
- Transgressió
- H d'humà (rus: Л – значит люди, L – znàtxit liudi) ("liudi" = humans)
- Somni nuclear
- Gadget (rus: Гаджет, Gàdjet)

### Novel·les
- El nen i la foscor (rus: Мальчик и тьма, Màltxik i tma)
- Visites de tardor (rus: Осенние визиты, Ossénnie viziti)
- No és temps de dracs (rus: Не время для драконов, Ne vrémia dlia drakónov)
- Danses a la neu (rus: Танцы на снегу, Tantsi na snegú)
- Espectre (rus: Спектр, Spektr), Premi Caragol de Bronze
- Genoma
- Competidors (rus: Конкуренты, Konkurenti)
- Kvazi (rus: Кваzи)

#### Trilogies
- El senyor del planeta Terra
- Illa "Rus" (rus: Остров «Русь», Ostrov Rus)
- Línia de somnis
- Laberint de reflexions

#### Dilogies
- Els cavallers de les quaranta illes
- Les estrelles són joguines fredes
- Costes fredes (rus: Холодные берега, Kholódnie beregà)
- Esborrany i Versió final

#### Sagues llargues
- Guardians de la nit
- Guardians del dia
- Guardians del crepuscle
- Els últims guardians
- Els nous guardians